# Mercury (Savoia)
Mercury és un municipi francès situat al departament de la Savoia i a la regió d'Alvèrnia-Roine-Alps. L'any 2007 tenia 2.710 habitants.

## Demografia

### Població
El 2007 la població de fet de Mercury era de 2.710 persones. Hi havia 1.047 famílies de les quals 218 eren unipersonals (138 homes vivint sols i 80 dones vivint soles), 361 parelles sense fills, 390 parelles amb fills i 78 famílies monoparentals amb fills.
La població ha evolucionat segons el següent gràfic:
Habitants censats

### Habitatges
El 2007 hi havia 1.215 habitatges, 1.067 eren l'habitatge principal de la família, 81 eren segones residències i 67 estaven desocupats. 1.064 eren cases i 145 eren apartaments. Dels 1.067 habitatges principals, 834 estaven ocupats pels seus propietaris, 196 estaven llogats i ocupats pels llogaters i 37 estaven cedits a títol gratuït; 10 tenien una cambra, 53 en tenien dues, 171 en tenien tres, 275 en tenien quatre i 557 en tenien cinc o més. 944 habitatges disposaven pel capbaix d'una plaça de pàrquing. A 405 habitatges hi havia un automòbil i a 608 n'hi havia dos o més.

### Piràmide de població
La piràmide de població per edats i sexe el 2009 era:
| Homes | Edats   | Dones |
| ----- | ------- | ----- |
| 0     | 95 o +  | 0     |
| 4     | 90 a 94 | 4     |
| 4     | 85 a 89 | 12    |
| 12    | 80 a 84 | 8     |
| 36    | 75 a 79 | 36    |
| 52    | 70 a 74 | 36    |
| 72    | 65 a 69 | 40    |
| 80    | 60 a 64 | 64    |
| 92    | 55 a 59 | 100   |
| 60    | 50 a 54 | 88    |
| 116   | 45 a 49 | 76    |
| 96    | 40 a 44 | 112   |
| 116   | 35 a 39 | 80    |
| 64    | 30 a 34 | 80    |
| 52    | 25 a 29 | 36    |
| 52    | 20 a 24 | 28    |
| 104   | 15 a 19 | 72    |
| 76    | 10 a 14 | 76    |
| 64    | 5 a 9   | 64    |
| 96    | 0 a 4   | 52    |

## Economia
El 2007 la població en edat de treballar era de 1.766 persones, 1.287 eren actives i 479 eren inactives. De les 1.287 persones actives 1.203 estaven ocupades (670 homes i 533 dones) i 84 estaven aturades (39 homes i 45 dones). De les 479 persones inactives 177 estaven jubilades, 139 estaven estudiant i 163 estaven classificades com a «altres inactius».

### Ingressos
El 2009 a Mercury hi havia 1.106 unitats fiscals que integraven 2.851 persones, la mediana anual d'ingressos fiscals per persona era de 21.892 €.

### Activitats econòmiques
Dels 81 establiments que hi havia el 2007, 1 era d'una empresa alimentària, 3 d'empreses de fabricació d'altres productes industrials, 24 d'empreses de construcció, 14 d'empreses de comerç i reparació d'automòbils, 6 d'empreses de transport, 2 d'empreses d'hostatgeria i restauració, 2 d'empreses d'informació i comunicació, 1 d'una empresa financera, 3 d'empreses immobiliàries, 11 d'empreses de serveis, 7 d'entitats de l'administració pública i 7 d'empreses classificades com a «altres activitats de serveis».
Dels 26 establiments de servei als particulars que hi havia el 2009, 2 eren tallers de reparació d'automòbils i de material agrícola, 4 paletes, 6 guixaires pintors, 3 fusteries, 1 lampisteria, 5 electricistes, 1 empresa de construcció, 2 restaurants, 1 agència immobiliària i 1 saló de bellesa.
Dels 4 establiments comercials que hi havia el 2009, 1 era una botiga de menys de 120 m², 1 una fleca, 1 una carnisseria i 1 una botiga de material esportiu.
L'any 2000 a Mercury hi havia 40 explotacions agrícoles que ocupaven un total de 966 hectàrees.

## Equipaments sanitaris i escolars
L'únic equipament sanitari que hi havia el 2009 era una farmàcia.
El 2009 hi havia 1 escola maternal i 2 escoles elementals.

## Poblacions més properes
El següent diagrama mostra les poblacions més properes.